# 非洲人移民歐洲

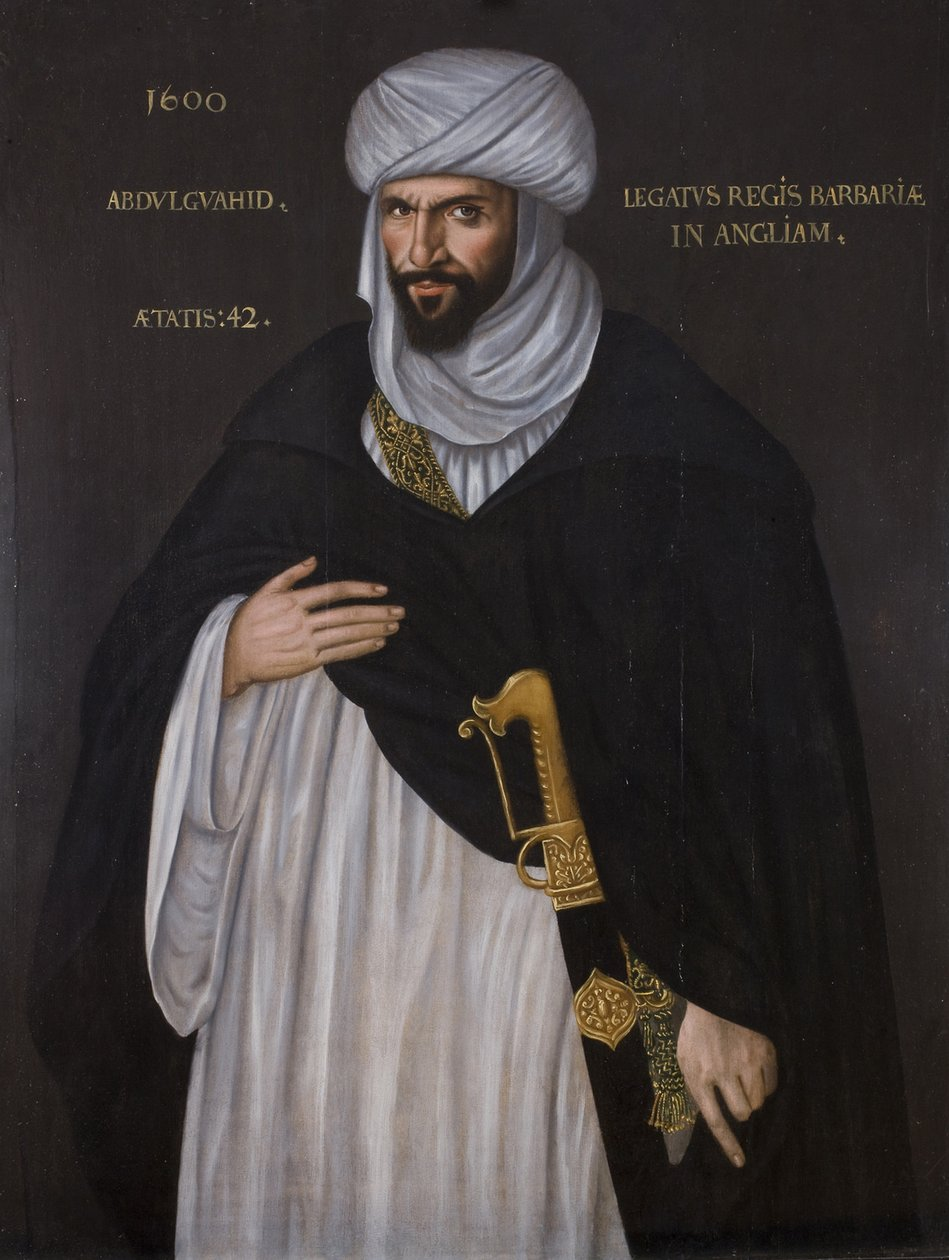
出使英格蘭會見伊莉莎白一世的摩爾人大使。西北非洲與歐洲之間的互動有相當密切且長久的歷史

非洲人移民歐洲是近數十年來日益被廣泛討論的一種人口流動現象，包括在歐洲出生的非裔歐洲人、合法移居當地的公民、取得工作簽證的勞工以及非法滯留者、偷渡地中海的難民。

## 移民潮
自1960年代起，摩洛哥、阿爾及利亞與突尼西亞成為非洲主要移民歐洲的人口來源。1973年的第一次石油危機期間，歐洲各國對移民政策採取相對緊縮的態度，結果來自北非馬格里布地區的移民並沒有顯著減少，而且加強了原先僑民在歐洲永久定居的意願。這些移民大多定居於法國、比利時和德國。1980年代末期，義大利與西班牙因為對低階技術勞工的需求增加，開始成為馬格里布移民主要的目的地。
1990年代初期，由於偷渡地中海而來的非法移民勞工有增加的趨勢，西班牙與義大利開始實行較為嚴格的移民簽證審查。2000年代起，來自撒哈拉以南非洲的移民日漸增多。
在2000年至2005年間，非洲每年平均大約有440,000人移出，其中絕大多數是移入歐洲。牛津大學國際移民研究所所長海因·戴哈斯（Hein de Haas）表示，大眾普遍把非洲人移民歐洲的現象描繪成《出埃及記》並且感到恐慌，而事實上這些非裔移民有許多人都受過一定程度的教育，他們是因為祖國不穩的政局與貧窮的環境才選擇移民，再加上移民歐洲的人口基本上仍是以自願自費的合法管道前往為多，媒體卻把少數移民偷渡地中海以及偽造證件的行為給過度放大。他還指出，多數非法移民是以合法管道取得簽證，只是簽證過期後仍然不願離開歐洲。同樣地，雪梨大學的史蒂芬·卡斯爾斯（Stephen Castles）教授也認為，雖然對於非洲人移民歐洲沒有完全精確的數字，但媒體對於移民的數量猜測是嚴重誇大的。
根據國際移民組織2007年的統計，大約有460萬非裔移民生活在歐洲，但非營利組織移民政策研究所（Migration Policy Institute）估計有7到8百萬非裔移民生活在歐盟國家。

### 非法移民

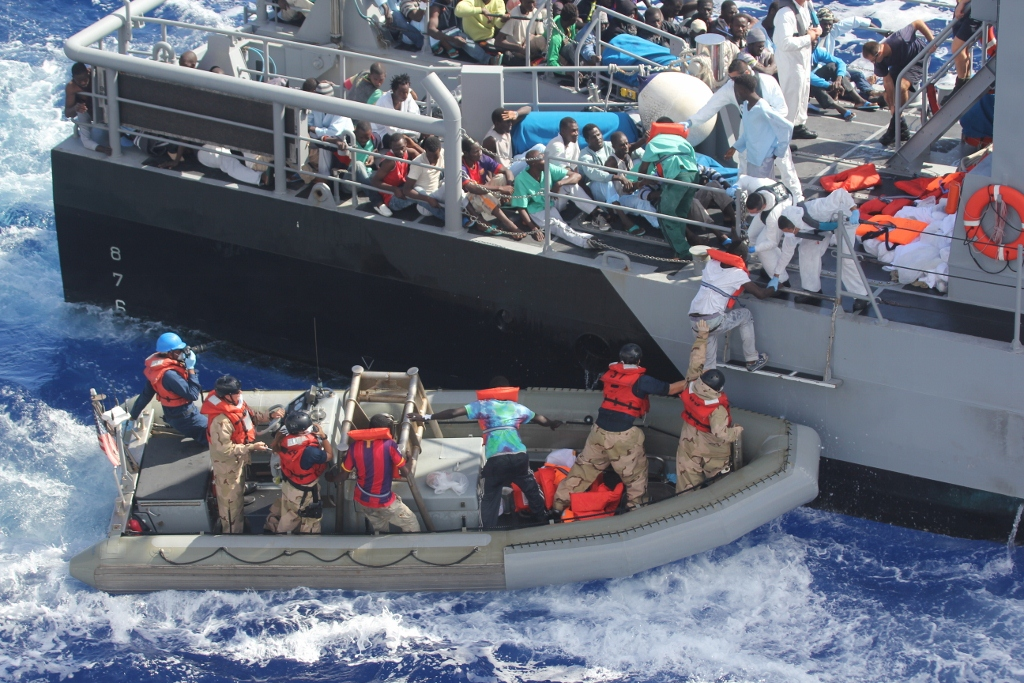
在海上被獲救的非法移民，攝於2013年10月

逾期滯留歐洲及前仆後繼而來的非法非裔移民已經成為重要的議題。許多來自非洲窮困國家的移民經過危險的旅程達到歐洲，尋找謀生機會。在茅利塔尼亞和摩洛哥，經營偷渡非法移民的事業比跨國運毒更有利益，但是當中有非常多的人死於船主惡意丟包或是在得不到收容的情況下在海上被驅逐回非洲。利比亞在內戰之後，也成為主要的非法移民出發地之一。
在2013年10月到隔年10月這段期間，義大利政府展開「我們的海行動」（Operation Mare Nostrum），透過海空軍護送非法移民抵達蘭佩杜薩島作臨時安置，並且救援落海的難民。然而，因為耗費龐大的海軍資源，義大利政府在一年後便終止行動。很快，歐盟的歐洲外部邊境安全局（Frontex）接手非法移民的搜救工作，稱作「特里同行動」（Operation Triton）。不過包括英國在內的多個國家提出負面看法，認為這項行動跟我們的海行動一樣，提供「意想不到的拉力」鼓勵移民。
2014年，共有170,100位非法移民經過地中海偷渡到義大利，其中有141,484人搭乘從利比亞出發的船，國籍大多來自敘利亞、西部非洲及非洲之角。在2013年，只有42,925位非法移民抵達義大利。 
2015年4月的難民船船難使這項議題得到國際間更大的重視，國際移民組織推估，2015年初到4月中旬至少有21,000名非法移民抵達義大利港口，而且超過1,000人在地中海喪命。一些輿論批評我們的海與特里同兩項人道救援行動創造了吸引非法移民的環境，從而導致死亡人數增加。

## 歐洲方面的移民政策
歐洲聯盟對於來自非洲國家的移民的政策仍未有共識。西班牙與馬爾他呼籲歐盟各國要負起非法移民資訊分享的責任，西班牙也為非洲移民制定了專屬航線，招聘包含塞內加爾在內等多國勞工，希望以此減少偷渡發生的機會。其他國家像是法國，在尼古拉·薩科齊（Nicolas Sarközy）執政時期通過了具有更多限制的移民法案，並試圖以提供補助的方式鼓勵移民返回祖國。美國外交關係協會指出，越來越多歐洲國家開始試圖與非洲國家達成雙邊協議，並且提供資金讓移民歸國。
西班牙特別在2005年時推動許多提供移民正規就業的計畫。此舉引發其他歐洲國家的不認同，認為這樣子鼓勵了非洲移民前往歐洲，並使非法居留者得到更多合法化的機會。
海因·戴哈斯指出，歐洲的限制性移民政策一般都未能有效減少來自非洲的移民，因為各國沒有解決潛在的結構性勞動力需求。基爾大學的經濟學博士德克·柯納（Dirk Kohnert）認為，歐盟的移民政策多半傾向邊界安全管理。他建議應該與西非國家展開經濟建設的合作才能有效減緩移民潮。史蒂芬·卡爾卡斯則表示，現有的移民政策存在許多偏見，許多人認為非洲移民潮將對歐洲的經濟與文化產生不良影響，從而產生種族歧視。

## 人口統計學
以下是目前居住較多非洲裔移民的歐洲國家：
| 國家   | 非裔人口            | 主要城市                                                   | 移民背景 |
| ------ | ------------------- | ---------------------------------------------------------- | --- |
| 法國   | 大約7百萬人         | 巴黎、里昂、土魯斯、波爾多、馬賽、南特、里爾               | 這數字包括擁有至少一位直系親屬的在歐出生非裔。這些移民最主要來自阿爾及利亞、摩洛哥與突尼西亞等馬格里布地區國家。 |
| 英国   | 250萬人 （2011年）  | 倫敦、伯明罕、曼徹斯特、利茲、雪菲爾、布里斯托、諾丁漢     | 根據英國國家統計局，這數字不包含在國內出生的非裔公民。                                                           |
| 義大利 | 100萬人 （2011年）  | 羅馬、米蘭、都靈、巴勒摩、布雷西亞、波隆那、萊切、佛羅倫斯 | 主要來自摩洛哥、突尼西亞、塞內加爾、厄利垂亞, 索馬利亞、象牙海岸、布吉納法索和迦納。 參見：非洲人移民義大利      |
| 德国   | 817,500人           | 漢堡、柏林、法蘭克福、科隆                                 | 主要來自迦納、喀麥隆、馬格里布地區國家與奈及利亞。參見；非裔德國人                                               |
| 西班牙 | 683,000人           | 馬德里、加泰隆尼亞、瓦倫西亞、塞維亞、帕爾馬               | 主要來自摩洛哥、塞內加爾、阿爾及利亞、奈及利亞、維德角和赤道幾內亞。參見：非裔西班牙人                           |
| 比利时 | 未有官方數字        | 布魯塞爾、列日、安特衛普、沙勒羅瓦                         | 最主要來自盧安達、剛果和喀麥隆。參見：非裔比利時人                                                               |
| 葡萄牙 | 140,530人           | 里斯本、波多、法魯                                         | 主要來自葡語系國家，如維德角、安哥拉、幾內亞比索和聖多美。在2001年，已有47%的葡萄牙合法移民來自非洲國家。        |
| 瑞士   | 73,553人 （2009年） | 日內瓦、賓寧根、吉斯維爾、瓦倫、沃韋、伯恩、佛立堡、洛桑   | 主要來自阿爾及利亞、剛果、喀麥隆和安哥拉。參見：非洲人移民瑞士                                                   |